# Mladoňovice (Třebíči járás)
Mladoňovice település Csehországban, a Třebíči járásban. Mladoňovice Lhotice, Třebelovice, Slavíkovice, Kdousov, Hornice, Jemnice és Budkov településekkel határos. Lakosainak száma 394 fő (2024. január 1.).

## Népesség
A település lakosságának változását az alábbi diagram mutatja:
| Lakosok száma | 429  | 473  | 540  | 457  | 375  | 370  | 402  | 397  | 406  | 394  |
|               | 1869 | 1890 | 1921 | 1950 | 1980 | 2001 | 2017 | 2019 | 2022 | 2024 |